# Данченко Сергій Володимирович
Сергій Володимирович Данченко (17 березня 1937, Запоріжжя — 20 серпня 2001, Київ) — український театральний режисер, педагог, академік Академії мистецтв України (1997—2001), народний артист УРСР (1977), народний артист СРСР (1988), професор, лауреат Національної премії України ім. Тараса Шевченка (1978), лауреат Державної премії СРСР (1980). Депутат Верховної Ради УРСР 10—11-го скликань. Здійснив постановки понад 60 вистав в Україні та за кордоном.

## Життєпис
Народився 17 березня 1937 року у Запоріжжі в театральній родині. Дід, Костянтин Іванович Полінський, працював директором Полтавського пересувного театру, з яким пов'язані дитячі спогади режисера. Батьки, Володимир Данченко та Віра Полінська — знані львівські актори, народні артисти України. Рід Данченків має спільні корені з родом режисера Володимира Немировича-Данченка.
У 1955–1959 роках навчався на геологічному факультеті Львівського державного університету ім. Івана Франка. Одержавши диплом і попрацювавши близько року за фахом, повернувся до професії батьків. З 1959 року працював завідувачем постановчої частини, асистентом режисера народного театру Будинку вчених.
1965 року закінчив режисерське відділення Київського державного інституту театрального мистецтва ім. Івана Карпенка-Карого (викл. Леонід Олійник) та розпочав режисерську діяльність у Львові.
Перші творчі кроки Данченка припали на період так званої хрущовської «відлиги». Тоді, як і загалом у громадському житті, проявляються новаторські ідеї в радянському театрі. Щоправда, в Україні вони носили кволий характер, адже вона перебувала на особливому режимі. Серед тогочасних новаторів оновлення національного театру та курбасівських традицій були Лесь Танюк, Роман Віктюк, Б. Головатюк, Ростислав Коломієць, Р. Степаненко, Володимир Опанасенко, Євгенія Золотова, Володимир Грипич, Федір Верещагін, Володимир Магар, Сергій Данченко та інші. У час, коли багато українських театральних діячів змушені були шукати прихистку від тиску та цензури в Москві, Ленінграді, країнах Балтії, Сергій Данченко залишився в Україні.
Львівський період творчості режисера тривав десять років: два роки режисером-постановником та головним режисером в Театрі юного глядача ім. Максима Горького та вісім — в академічному українському драматичному театрі ім. Марії Заньковецької (очолював театр у 1970–1978 роках). У цей час Данченко поставив вистави «Перший день свободи» Леона Кручковського (1965), «В дорозі» Віктора Розова (1966), «Маклена Граса» Миколи Куліша (1967), «Місто на світанку» Олексія Арбузова (1968), «Камінний господар» Лесі Українки, «Моє слово» Василя Стефаника (1971), «Річард ІІІ» Вільяма Шекспіра (1974), «Украдене щастя» Івана Франка (1976). Член КПРС з 1970 року.
1978 року переїхав до Києва, де розпочав викладацьку діяльність в Київському інституті театрального мистецтва ім. Івана Карпенка-Карого (згодом став професором, завідував кафедрою акторської майстерності та режисури драми) та працював головним режисером-директором Київського державного академічного українського драматичного театру ім. Івана Франка.

Могила Сергія Данченка на Байковому кладовищі

Поставив низку яскравих вистав, які змінили обличчя театру й відновили його колишню славу: «Украдене щастя» Івана Франка (1979), «Дядя Ваня» Антона Чехова (1980), «Візит старої дами» Фрідріха Дюрренмата (1983), «Енеїда» Івана Котляревського (1986), «Тев'є-Тевель» Григорія Горіна за оповіданнями Шолом-Алейхема (1989), «Санаторійна зона» за Миколою Хвильовим (1990), «Патетична соната» Миколи Куліша (1993), «Крихітка Цахес» Ернста Гофмана (1995), «Приборкання норовливої» та «Король Лір» Вільяма Шекспіра (1996—1997), «За двома зайцями» Михайла Старицького (2000).
З 1980 року керував дворічним стажуванням режисерів при Академічному драматичному театрі ім. Івана Франка.
З 1996 року — академік-засновник Академії мистецтв України.
Був одним з фундаторів Українського фонду культури.
Завдяки своїм постановкам за межами України він вивів сучасний український театр на європейську сцену. Серед таких вистав — «Марія» Афанасія Салинського (демонструвався в м. Враца, Болгарія), «Візит старої дами» Фрідріха Дюрренматта (в Театрі ім. Юліуша Словацького, м. Краків, Польща), «Камінний господар» Лесі Українки (в Театр ім. Янки Купали, м. Мінськ, Білорусь), «Вишневий сад» Антона Чехова (у МХАТ ім. Максима Горького, Росія), «Украдене щастя» Івана Франка (в Театрі Олександра Духновича, м. Пряшів, Словаччина), «Приборкання норовливої» Вільяма Шекспіра та «Вишневий сад» Антона Чехова (у Польському театрі, м. Вроцлав, Польща).
Помер 20 серпня 2001 року. Похований в Києві на Байковому кладовищі. Після смерті режисера його місце на посаді художнього керівника театру ім. Франка зайняв його учень — народний артист України Богдан Ступка.

## Театральні постановки
Український драматичний театр імені Марії Заньковецької
- 1965 — «Перший день свободи» Леона Кручковського
- 1965 — «Видавець» Олександра Штейна
- 1966 — «Людина за бортом» А. Школьника
- 1966 — «В дорозі» Віктора Розова
- 1967, 1977 — «Маклена Граса» за драмою Миколи Куліша
- 1971 — «Моє слово» Василя Стефаника[3][4][5]
- 1972 — «В степах України» Олександра Корнійчука
- 1972 — «Зимовий вечір» Михайла Старицького
- 1974 — «Річард III» за п'єсою Вільяма Шекспіра
- 1975 — «Прапороносці» за романом Олеся Гончара
- 1976 — «Украдене щастя» за п'єсою Івана Франка
- 1977 — «Тил» Миколи Зарудного
- 1977 — «Камінний господар» за драматичною поемою Лесі Українки

Національний академічний драматичний театр імені Івана Франка
- 1979 — «Украдене щастя» за п'єсою Івана Франка
- 1980 — «Дядя Ваня» за п'єсою Антона Чехова
- 1983, 1989 — «Візит старої дами» за п'єсою Фрідріха Дюрренматта
- 1986 — «Енеїда» за поемою Івана Котляревського
- 1988 — «Камінний господар» за драматичною поемою Лесі Українки
- 1989 — «Тев'є-Тевель» за п'єсою «Панахидна молитва» (рос. Поминальная молитва) Григорія Горіна, написаною за мотивами збірки оповідань «Тев'є-Молочар» Шолом-Алейхема[6]
- 1990 — «Санаторійної зона» Миколою Хвильовим
- 1991 — «Біла ворона» Юрія Рибчинського та Геннадія Татарченка
- 1992 — «Зимовий вечір» Михайла Старицького
- 1993 — «Патетична соната» Миколи Куліша
- 1994 — «Росмерсгольм» Генріка Ібсена
- 1995 — «Крихітка Цахес» за казкою-повістю Ернста Гофмана
- 1996 — «Приборкання норовливої» за п'єсою Вільяма Шекспіра
- 1996 — «Мерлін» Т. Дорста та У. Еллера
- 1998 — «Король Лір» за п'єсою Вільяма Шекспіра
- 1998 — «Бал злодіїв» Жана Ануя
- 1999 — «Кохання в стилі бароко» Ярослава Стельмаха
- 2000 — «Пігмаліон» за п'єсою Бернарда Шоу
- 2000 —  «За двома зайцями» за п'єсою Михайла Старицького

Інші театри
- 1968 — «Місто на зорі» Олексія Арбузова (Львівський ТЮГ ім. Максима Горького)
- 1976 — «Марія» Афанасія Салинського (Театр міста Враца, Болгарія)
- 1982 — «Камінний господар» за драматичною поемою Лесі Українки (Національний академічний театр імені Янки Купали, м. Мінськ)
- 1988 — «Вишневий сад» за п'єсою Антона Чехова (МХАТ ім. М. Горького, м. Москва, Росія)
- 1989 —  «Візит старої дами» за п'єсою Фрідріха Дюрренматта (Театр імені Юліуша Словацького, м. Краків, Польща)
- «Украдене щастя» Івана Франка (Театр Олександра Духновича, м. Пряшів, Словаччина)
- «Вишневий сад» Антона Чехова (Польський театр у м. Вроцлав, Польща)
- «Приборкання норовливої» за п'єсою Вільяма Шекспіра (Польський театр у м. Вроцлав, Польща)

## Нагороди та визнання

Вулиця Сергія Данченка в Києві, названа 2012 року

- Орден Трудового Червоного Прапора
- 1978 — Національна премія України імені Тараса Шевченка за постановку вистави «Тил» Миколи Зарудного
- 1997 — Орден князя Ярослава Мудрого V ступеня

## Книги про Сергія Данченка
- Олена Коваленко. Сергій Данченко. Бесіди про театр. (Записано Оленою Коваленко). — 1999. — 1000 прим.[7]
- Володимир Мельниченко. Театральний тандем: (феномен Данченка-Ступки). — Львів : «Академічний Експрес», 2000. — 192 іл. с. — ISBN 966-7094-20-0.[8]
- Ростислав Коломієць. Сергій Данченко: Портрет режисера в інтер'єрі часу. — Київ, 2001.